# Ashley Blue
Oriana Rene Small, känd under artistnamnet Ashley Blue, född 8 juli 1981 i Thousand Oaks i Kalifornien, är en före detta amerikansk porrskådespelerska. Hon var verksam som skådespelare åren 2002–2013 och har även varit aktiv som regissör. 2013 valdes hon in i AVN Hall of Fame.
Under sin tid i branschen blev hon förknippad med aggressiva och intensivt utlevande scener, och mellan 2010 spelade hon rollfiguren "Girlvert" i 18 filmer. Girlvert är även titeln på hennes självbiografi från 2011.

## Biografi

### Bakgrund
Som barn var hennes största intressen djur och att teckna. Hon har inte berättat mycket om sin uppväxt, mer än att hon aldrig fallit offer för sexuella övergrepp. Hon minns andra udda intressen från uppväxtåren, inklusive hur hon krossade insekter, läste Henry Miller som tonåring och försökte sig på analsex innan hon sett det utföras på porrfilm. Som femtonåring skaffade hon sig en tatuering i form av en fjäril.
I ungdomen arbetade hon på hotell och restaurang, i roller som receptionist och servitris. Hon lade de tidiga planerna på en karriär som konstnär åt sidan, eftersom hon inte tyckte om att leva i fattigdom.

### Pornografisk karriär
Small inledde sin karriär som porrskådespelare våren 2002, efter att ha varit nyfiken på sexualitet sedan 13 års ålder. Hon har senare beskrivit sin debut i den pornografiska branschen som en kombination av avsmak och nyfikenhet. Hon bestämde sig för att ett arbete som "sexuell cirkusartist" kunde ge henne de kravlösa uttrycksmöjligheter hon eftersökte.

Artistnamnet Ashley Blue har därefter följt med henne även i andra sammanhang. Självbiografin 2011 (se nedan) signerades både med det civila och artistnamnet.

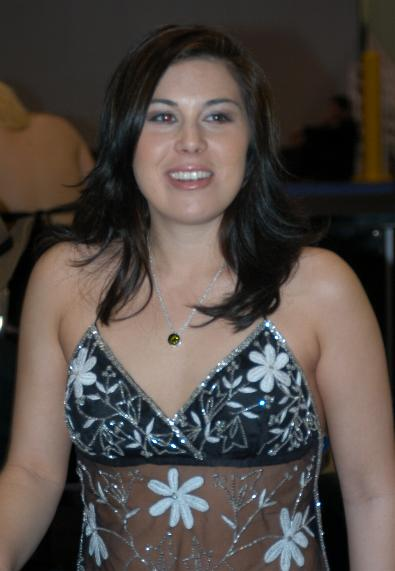
Ashley Blue 2005.

Fram till 2007 var hon knuten till JM Productions, både som skådespelerska och som regissör. Därpå skrev hon ett ettårigt kontrakt med artistagenturen LA Direct Models. Under den pornografiska karriären hade hon ofta ett fyra gånger så högt filmarvode som hennes manliga motspelare.
Ashley Blue finns noterad som skådespelare i ett knappt 500-tal pornografiska filmer/scener. Bland kvinnliga skådespelare som hon spelat mot återkommande finns Chelsea Zinn och Gia Paloma (sex gånger var), Kimberly Kane (7) och Julie Knight (8). De manliga skådespelare som hon delat scen med oftast är Alex Sanders (nio gånger), Johnny Thrust (10), Mark Wood (11), Mark Ashley och Rick Masters (tolv gånger var), Jay Ashley och Jenner (13 gånger var), Lee Stone (14), Mr. Pete (15), Brett Rockman (17), Steve Holmes (23) och Trent Tesoro (54). Fram till tidigt 2024 har videor med Ashley Blue visats drygt 120 miljoner gånger på videoplattformen XVideos.

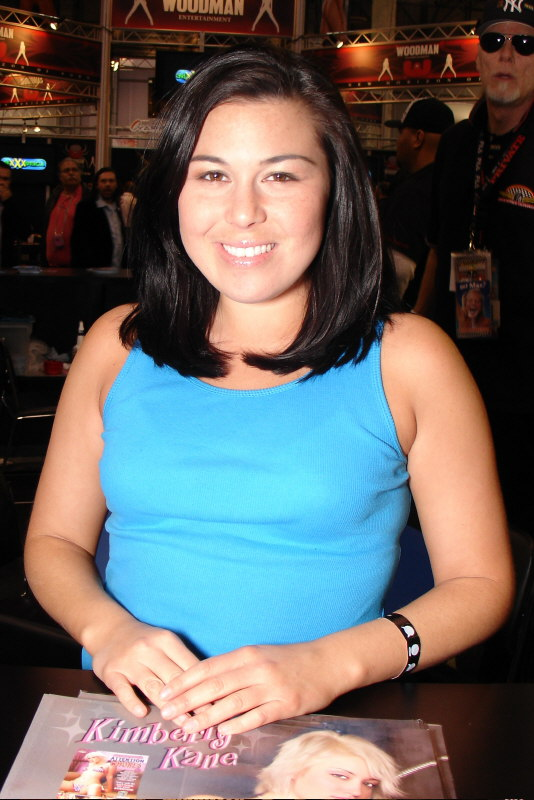
Ashley Blue 2007.

Dessutom regisserade hon åren 2004–2007 ett knappt trettiotal filmer. De flesta av dessa var inspelningar för JM Productions.
2013 avslutade hon sin verksamhet som porrskådespelare, efter att hon under året valts in i AVN Hall of Fame. I november samma år började hon producera radioprogrammet Blue Movies för Vivid Radio. Hon har även varit värd för programmet Night Calls Hotline på Playboy TV.

#### Stil och betydelse
Ashley Blue är mest känd för sina filmer med avancerat oralsex (se irrumatio), och hos JM Productions medverkade hon i filmserier med explicita titlar som Meat Holes, Gag Factor, Gutter Mouths och Piss Mops. De flesta av dessa filmer var i regi av Jim Powers, och ett antal regisserades av Ashley Blue själv.
I många av filmerna för JM Productions spelar hon personan "Girlvert", en tofsfriserad kvinnlig rollfigur som deltar aggressivt (mot en annan kvinna) i olika slags trekanter. Namnet är en sammansättning av orden girl ('flicka') och pervert ('snuskhummer, perverterad'). Ashley Blue tog 2002 över rollen som "Girlvert" från Keegan Skyy, efter den första filmen i serien, och fortsatte sedan fram till Girlvert 19 (2010).
Hennes mest aktiva tid inom den amerikanska porrfilmsbranschen i början och mitten av nollnolltalet sammanföll med en utveckling mot allt mer avancerat sceninnehåll och mer "extrema" gonzo-produktioner. Ashley Blue var delaktig i denna utveckling mot en mer experimenterande och mindre handlingsstyrd pornografi, parallellt med att hela branschen successivt migrerade till Internet. Samtidigt erkänner hon att hon med sitt intresse för mer extrema scenarion medvetet nischade sig bort från de mer mainstream-artade produktionerna. Hon var vän med Max Hardcore, som under 1990-talet inledde sitt utforskande av olika sorters gränser som pionjär inom vålds- och förnedringspornografin.
I slutet av 1990-talet blev fontänorgasm och kvinnlig ejakulation, squirting, vanligt förekommande i amerikansk pornografisk film. Detta gav bland annat upphov till scener med "lesbisk bukkake", där en grupp kvinnor ger sprutande fontänorgasmer i ansiktet eller över kroppen på en ensam kvinna. Den första sådana filmen var Lesbian Bukkake 1, regisserad 2004 av Ashley Blue.

### Andra aktiviteter
Ashley Blue/Oriana Small har även varit aktiv inom andra typer av filmproduktioner. Hon gör en av rösterna till den animerade serien Three Thug Mice.
Våren 2011 publicerades hennes bok Girlvert: A Memoir by Oriana Small, en memoarbok från ett årtionde i den pornografiska branschen. I boken, som marknadsfördes via hennes JM Productions-persona "Gilvert", talar hon om framgångar och misslyckanden, droger och kärlek under det föregående årtiondet. Trots en mängd motgångar under karriären är hon i boken stolt över vad hon gjort, och hon betraktar en del av produktionerna – inte minst i rollen som "Gilvert" – som performancekonst. Detta inkluderar en mängd scener med dubbla penetrationer, gang bang, urolagni och annan avancerad koreografi. Hon har i intervjuer om sin karriär sagt sig ha upplevt ett behov av att känna sig "utnyttjad" (av män) och att detta skulle ha stärkt hennes egenmakt. Hennes längtan efter att känna smärta säger hon i boken delvis förstärktes genom den emotionella berg-och-dalbanan i relationen med sin pojkvän under delar av 00-talet (en tid då de båda var kokainmissbrukare). Hon uttrycker i boken även en stark fascination för det "ärliga och omedelbara" inom pornografin, liksom för den mänskliga upplevelsen där.
Sommaren samma år (2011) porträtterades hon av den svenske konstnären Karl Backman. Detta skedde inför hans utställning på Das Museum of Porn in Art i Zürich.
2017 medverkade hon som en av författarna till den erotiska novellsamlingen Split Lips: Stories About Love & Sex, utgiven hos Ephemerol Night Terrors. Hon har även varit verksam som skribent för Hustler och recensent för Adult Video News.
Vid sidan om sitt skrivande är hon aktiv som bildkonstnär och ofta med porträtt eller aktstudier. Hennes konstutövande blev 2016 ämne för fotografen och filmskaparen Eric Minh Swensons minidokumentär Oriana Small Paints Izzo.

### Uppmärksammande
Ett avsnitt i TV-serien Howard Stern on Demand ägnades helt åt henne (Inside the Porn Actors Studio: Ashley Blue, 2006). 2016 medverkade hon i ett avsnitt av konst-TV-programmet Modern Art Blitz.

## Privatliv
Oriana Small gifte sig 2009 med fotografen Dave Naz; de två hade då bland annat ställt ut på samma konstutställning året före. Small och Naz var ett par fram till 2019, och hon publicerade länge sin konstblogg på hans webbplats.

## Utmärkelser
- 2003: XRCO Award – Female Performer of the Year
- 2004: AVN Award – Best Female Performer of the Year[30]
- 2004: AVN Award – Best All-Girl Sex Scene (Video) – The Violation of Jessica Darlin (tillsammans med Jessica Darlin, Brandi Lyons, Lana Moore, Holly Stevens, Flick Shagwell & Crystal Ray)
- 2005: AVN Award – Best All-Girl Sex Scene (Video) – The Violation of Audrey Hollander (tillsammans med Audrey Hollander, Brodi, Gia Paloma, Kelly Kline & Tyla Wynn)
- 2005: AVN Award – Best Supporting Actress – Video
- 2007: AVN Award – Most Outrageous Sex Scene – Girlvert 11 (tillsammans med Steven French & Amber Wild)
- 2013: AVN Hall of Fame Award[31]
- 2021: XRCO Hall of Fame[6]